# Science-Fiction-Filme der 2010er Jahre
Die Liste der Science-Fiction-Filme der 2010er Jahre gibt einen chronologischen Überblick über Kino- und abendfüllende TV-Produktionen, die seit 2010 in diesem Genre gedreht wurden. Bei der Nutzung ist zu beachten, dass ein Großteil der aufgeführten Filme sich mit artverwandten Genres aus dem Bereich der Phantastik wie Horror und Fantasy überschneidet, aber auch Katastrophenfilm und Komödie. Die Liste erhebt keinen Anspruch auf Vollständigkeit und unterliegt einem laufenden Erweiterungsprozess. Die Titel entsprechen im Fall verschiedener Benennungen dem Wikipedia-Lemma, die Namen der Regisseure der im jeweiligen Film angegebenen Form.
Bei der Einsetzung neuer Titel gilt, dass Serien bzw. Serienepisoden ihren Standort auf der  Partnerseite Liste von Science-Fiction-Serien (2010er) haben. Weiterhin ist es erwünscht, dass ausschließlich Titel eingestellt werden, die innerhalb der deutschen Wikipedia über eigenständige Artikel verfügen.
Die Titelauswahl entspricht den auf der Hauptseite Liste von Science-Fiction-Filmen präsentierten Forschungsansätzen von Ronald M. Hahn und Volker Jansen (Lexikon des Science Fiction-Films) und Thomas Koebner (Filmgenres: Science Fiction). Sammelquellen wie epd Film, Filmdienst und IMDb dienen als zusätzliche Orientierungshilfe, sind den genre-basierten Fachwerken jedoch thematisch unterstellt.

## 2010
| Titel                                                    | Regie                          | Produktionsland                                        |
| -------------------------------------------------------- | ------------------------------ | ------------------------------------------------------ |
| Alles, was wir geben mussten                             | Mark Romanek                   | Vereinigtes Königreich / Vereinigte Staaten            |
| Altitude – Tödliche Höhe                                 | Kaare Andrews                  | Kanada / Vereinigte Staaten                            |
| Attack of the Tromaggot                                  | Leslie Teah                    | Deutschland                                            |
| Beyond the Black Rainbow                                 | Panos Cosmatos                 | Kanada                                                 |
| The Book of Eli                                          | Albert und Allen Hughes        | Vereinigte Staaten                                     |
| The Crazies – Fürchte deinen Nächsten                    | Breck Eisner                   | Vereinigte Staaten / Vereinigte Arabische Emirate      |
| Daybreakers                                              | Michael Spierig, Peter Spierig | Australien / Vereinigte Staaten                        |
| Enthiran                                                 | Shanmugam Shankar              | Indien                                                 |
| Die Grenze                                               | Roland Suso Richter            | Deutschland                                            |
| Hot Tub – Der Whirlpool … ist ’ne verdammte Zeitmaschine | Steve Pink                     | Vereinigte Staaten                                     |
| Ice Twister 2 – Arctic Blast                             | Brian Trenchard-Smith          | Australien / Kanada                                    |
| Ich – Einfach unverbesserlich                            | Pierre Coffin, Chris Renaud    | Vereinigte Staaten                                     |
| Inception                                                | Christopher Nolan              | Vereinigte Staaten / Vereinigtes Königreich            |
| Iron Man 2                                               | Jon Favreau                    | Vereinigte Staaten                                     |
| Kaboom                                                   | Gregg Araki                    | Vereinigte Staaten / Frankreich                        |
| Die kommenden Tage                                       | Lars Kraume                    | Deutschland                                            |
| Megamind                                                 | Tom McGrath                    | Vereinigte Staaten                                     |
| Monsters                                                 | Gareth Edwards                 | Vereinigtes Königreich                                 |
| Predators                                                | Nimród Antal                   | Vereinigte Staaten                                     |
| Repo Men                                                 | Miguel Sapochnik               | Vereinigte Staaten / Kanada                            |
| Resident Evil: Afterlife                                 | Paul W. S. Anderson            | Deutschland / Frankreich / Vereinigte Staaten / Kanada |
| Skyline                                                  | Greg Strause, Colin Strause    | Vereinigte Staaten                                     |
| Stonehenge Apokalypse                                    | Paul Ziller                    | Vereinigte Staaten / Kanada                            |
| Tron: Legacy                                             | Joseph Kosinski                | Vereinigte Staaten                                     |
| Womb                                                     | Benedek Fliegauf               | Deutschland / Ungarn / Frankreich                      |

## 2011
| Titel                                                | Regie                         | Produktionsland                                                  |
| ---------------------------------------------------- | ----------------------------- | ---------------------------------------------------------------- |
| 51                                                   | Jason Connery                 | Vereinigte Staaten                                               |
| 2030 – Aufstand der Jungen                           | Jörg Lühdorff                 | Deutschland                                                      |
| Another Earth                                        | Mike Cahill                   | Vereinigte Staaten                                               |
| Apollo 18                                            | Gonzalo López-Gallego         | Vereinigte Staaten / Kanada                                      |
| Armageddon 2012 – Die letzten Stunden der Menschheit | David Hogan                   | Kanada                                                           |
| Die Atlas Trilogie – Wer ist John Galt?              | Paul Johansson                | Vereinigte Staaten                                               |
| Attack the Block                                     | Joe Cornish                   | Vereinigtes Königreich / Frankreich                              |
| Bermuda-Dreieck Nordsee                              | Nick Lyon                     | Deutschland                                                      |
| Captain America – The First Avenger                  | Joe Johnston                  | Vereinigtes Königreich / Frankreich                              |
| Contagion                                            | Steven Soderbergh             | Vereinigte Staaten / Vereinigte Arabische Emirate                |
| Cowboys & Aliens                                     | Jon Favreau                   | Vereinigte Staaten                                               |
| Darkest Hour                                         | Chris Gorak                   | Vereinigte Staaten                                               |
| The Day – Fight. Or Die.                             | Douglas Aarniokoski           | Kanada                                                           |
| The Divide – Die Hölle sind die anderen              | Xavier Gens                   | Deutschland / Vereinigte Staaten / Kanada                        |
| Eva                                                  | Kike Maíllo                   | Spanien                                                          |
| Green Lantern                                        | Martin Campbell               | Vereinigte Staaten                                               |
| Hell                                                 | Tim Fehlbaum                  | Deutschland / Schweiz                                            |
| Ich bin Nummer Vier                                  | D. J. Caruso                  | Vereinigte Staaten                                               |
| Ice – Der Tag, an dem die Welt erfriert              | Nick Copus                    | Vereinigtes Königreich / Neuseeland                              |
| In Time – Deine Zeit läuft ab                        | Andrew Niccol                 | Vereinigte Staaten                                               |
| Love                                                 | William Eubank                | Vereinigte Staaten                                               |
| Melancholia                                          | Lars von Trier                | Dänemark / Schweden / Frankreich / Deutschland                   |
| Midnight in Paris                                    | Woody Allen                   | Vereinigte Staaten / Spanien                                     |
| Milo und Mars                                        | Simon Wells                   | Vereinigte Staaten                                               |
| Ohne Limit                                           | Neil Burger                   | Vereinigte Staaten                                               |
| Paul – Ein Alien auf der Flucht                      | Greg Mottola                  | Vereinigte Staaten / Vereinigtes Königreich                      |
| Der Plan                                             | George Nolfi                  | Vereinigte Staaten                                               |
| Planet der Affen: Prevolution                        | Rupert Wyatt                  | Vereinigte Staaten                                               |
| Priest                                               | Scott Stewart                 | Vereinigte Staaten                                               |
| Project Genesis                                      | Oliver Krekel, Jochen Taubert | Deutschland                                                      |
| RA.One – Superheld mit Herz                          | Anubhav Sinha                 | Indien                                                           |
| Real Steel                                           | Shawn Levy                    | Vereinigte Staaten / Indien                                      |
| Red Faction: Origins                                 | Michael Nankin                | Vereinigte Staaten                                               |
| Restrisiko                                           | Urs Egger                     | Deutschland                                                      |
| Retreat                                              | Carl Tibbetts                 | Vereinigtes Königreich                                           |
| Source Code                                          | Duncan Jones                  | Vereinigte Staaten                                               |
| Super 8                                              | J. J. Abrams                  | Vereinigte Staaten                                               |
| The Thing                                            | Matthijs van Heijningen Jr.   | Vereinigte Staaten / Kanada                                      |
| Thor                                                 | Kenneth Branagh               | Vereinigte Staaten                                               |
| Time Machine – Rise of the Morlocks                  | Matt Codd                     | Vereinigte Staaten                                               |
| Transformers 3                                       | Michael Bay                   | Vereinigte Staaten                                               |
| Das Turiner Pferd                                    | Béla Tarr, Ágnes Hranitzky    | Ungarn / Frankreich / Schweiz / Deutschland / Vereinigte Staaten |
| Wer ist Hanna?                                       | Joe Wright                    | Vereinigte Staaten / Vereinigtes Königreich / Deutschland        |
| World Invasion: Battle Los Angeles                   | Jonathan Liebesman            | Vereinigte Staaten                                               |
| X-Men: Erste Entscheidung                            | Matthew Vaughn                | Vereinigte Staaten                                               |

## 2012
| Titel                                               | Regie                                      | Produktionsland                                                  |
| --------------------------------------------------- | ------------------------------------------ | ---------------------------------------------------------------- |
| 2-Headed Shark Attack                               | Christopher Ray                            | Vereinigte Staaten                                               |
| 25th Reich, The                                     | Stephen Amis                               | Australien                                                       |
| Alien Tornado                                       | Jeff Burr                                  | Vereinigte Staaten                                               |
| The Amazing Spider-Man                              | Marc Webb                                  | Vereinigte Staaten                                               |
| Auf der Suche nach einem Freund fürs Ende der Welt  | Lorene Scafaria                            | Vereinigte Staaten / Singapur / Malaysia / Indonesien            |
| Battleship                                          | Peter Berg                                 | Vereinigte Staaten                                               |
| Chronicle – Wozu bist Du fähig?                     | Josh Trank                                 | Vereinigte Staaten                                               |
| Cloud Atlas                                         | Tom Tykwer, Lana Wachowski, Andy Wachowski | Deutschland / Vereinigte Staaten / Hongkong / Singapur           |
| The Dark Knight Rises                               | Christopher Nolan                          | Vereinigte Staaten / Vereinigtes Königreich                      |
| Dredd                                               | Pete Travis                                | Vereinigtes Königreich / Vereinigte Staaten / Indien / Südafrika |
| Ende                                                | Jorge Torregrossa                          | Spanien                                                          |
| Evangelion: 3.33 – You Can (Not) Redo.              | Hideaki Anno                               | Japan                                                            |
| Grabbers                                            | Jon Wright                                 | Vereinigtes Königreich / Irland                                  |
| Iron Sky                                            | Timo Vuorensola                            | Finnland / Deutschland / Australien                              |
| John Carter – Zwischen zwei Welten                  | Andrew Stanton                             | Vereinigte Staaten                                               |
| Journey of Love – Das wahre Abenteuer ist die Liebe | Colin Trevorrow                            | Vereinigte Staaten                                               |
| Lockout                                             | James Mather, Stephen St. Leger            | Frankreich                                                       |
| Looper                                              | Rian Johnson                               | Vereinigte Staaten / Volksrepublik China                         |
| Marvel’s The Avengers                               | Joss Whedon                                | Vereinigte Staaten                                               |
| Men in Black 3                                      | Barry Sonnenfeld                           | Vereinigte Staaten / Vereinigte Arabische Emirate                |
| Mich gibt’s nur zweimal                             | Oliver Dommenget                           | Deutschland                                                      |
| Das Philadelphia Experiment – Reactivated           | Paul Ziller                                | Kanada                                                           |
| Prometheus – Dunkle Zeichen                         | Ridley Scott                               | Vereinigte Staaten / Vereinigtes Königreich                      |
| Prometheus Trap                                     | Andrew Bellware                            | Vereinigte Staaten                                               |
| Resident Evil: Retribution                          | Paul W. S. Anderson                        | Deutschland / Kanada / Vereinigte Staaten                        |
| Robot & Frank                                       | Jake Schreier                              | Vereinigte Staaten                                               |
| Sechzehneichen                                      | Hendrik Handloegten                        | Deutschland                                                      |
| Total Recall                                        | Len Wiseman                                | Vereinigte Staaten / Kanada                                      |
| Die Tribute von Panem – The Hunger Games            | Gary Ross                                  | Vereinigte Staaten                                               |
| Universal Soldier: Day of Reckoning                 | John Hyams                                 | Vereinigte Staaten                                               |
| Upside Down                                         | Juan Diego Solanas                         | Frankreich / Kanada                                              |
| The Watch – Nachbarn der 3. Art                     | Akiva Schaffer                             | Vereinigte Staaten                                               |

## 2013
| Titel                                   | Regie                          | Produktionsland                                         |
| --------------------------------------- | ------------------------------ | ------------------------------------------------------- |
| After Earth                             | M. Night Shyamalan             | Vereinigte Staaten                                      |
| Alles eine Frage der Zeit               | Richard Curtis                 | Vereinigtes Königreich                                  |
| Atlantic Rim                            | Jared Cohn                     | Vereinigte Staaten                                      |
| Blutgletscher                           | Marvin Kren                    | Österreich                                              |
| Coherence                               | James Ward Byrkit              | Vereinigte Staaten                                      |
| The Colony – Hell Freezes Over          | Jeff Renfroe                   | Kanada                                                  |
| The Cosmonaut                           | Nicolás Alcalá                 | Spanien                                                 |
| Das ist das Ende                        | Seth Rogen, Evan Goldberg      | Vereinigte Staaten                                      |
| Elysium                                 | Neill Blomkamp                 | Vereinigte Staaten                                      |
| Ender’s Game – Das große Spiel          | Gavin Hood                     | Vereinigte Staaten                                      |
| Europa Report                           | Sebastián Cordero              | Vereinigte Staaten                                      |
| G.I. Joe – Die Abrechnung               | Jon M. Chu                     | Vereinigte Staaten                                      |
| Gravity                                 | Alfonso Cuarón                 | Vereinigte Staaten / Vereinigtes Königreich             |
| Helden – Wenn dein Land dich braucht    | Hansjörg Thurn                 | Deutschland                                             |
| Her                                     | Spike Jonze                    | Vereinigte Staaten                                      |
| Ich – Einfach unverbesserlich 2         | Pierre Coffin, Chris Renaud    | Vereinigte Staaten                                      |
| Iron Man 3                              | Shane Black                    | Vereinigte Staaten / Volksrepublik China                |
| Machete Kills                           | Robert Rodriguez               | Vereinigte Staaten / Russland                           |
| The Machine                             | Caradog W. James               | Vereinigtes Königreich                                  |
| Man of Steel                            | Zack Snyder                    | Vereinigte Staaten                                      |
| Nix wie weg – vom Planeten Erde         | Cal Brunker                    | Vereinigte Staaten / Kanada                             |
| Oblivion                                | Joseph Kosinski                | Vereinigte Staaten                                      |
| Pacific Rim                             | Guillermo del Toro             | Vereinigte Staaten                                      |
| The Purge – Die Säuberung               | James DeMonaco                 | Vereinigte Staaten                                      |
| Die Pute von Panem – The Starving Games | Jason Friedberg, Aaron Seltzer | Vereinigte Staaten                                      |
| Quiqueck & Hämat – Proll Out            | Thomas Zeug                    | Deutschland                                             |
| Riddick                                 | David Twohy                    | Vereinigte Staaten                                      |
| Seelen                                  | Andrew Niccol                  | Vereinigte Staaten                                      |
| Snowpiercer                             | Bong Joon-ho                   | Südkorea / Vereinigte Staaten / Frankreich / Tschechien |
| Space Pirate Captain Harlock            | Shinji Aramaki                 | Japan                                                   |
| Star Trek Into Darkness                 | J. J. Abrams                   | Vereinigte Staaten                                      |
| These Final Hours                       | Zak Hilditch                   | Australien                                              |
| Thor – The Dark Kingdom                 | Alan Taylor                    | Vereinigte Staaten                                      |
| Die Tribute von Panem – Catching Fire   | Francis Lawrence               | Vereinigte Staaten                                      |
| Under the Skin                          | Jonathan Glazer                | Vereinigtes Königreich                                  |
| Wolverine: Weg des Kriegers             | James Mangold                  | Vereinigte Staaten / Australien                         |
| World War Z                             | Marc Forster                   | Vereinigte Staaten / Malta                              |
| The World’s End                         | Edgar Wright                   | Vereinigtes Königreich / Vereinigte Staaten / Japan     |
| The Zero Theorem                        | Terry Gilliam                  | Vereinigtes Königreich / Rumänien                       |

## 2014
| Titel                                            | Regie                          | Produktionsland                             |
| ------------------------------------------------ | ------------------------------ | ------------------------------------------- |
| Die Abenteuer von Mr. Peabody & Sherman          | Rob Minkoff                    | Vereinigte Staaten                          |
| The Amazing Spider-Man 2: Rise of Electro        | Neil Webb                      | Vereinigte Staaten                          |
| Asteroid vs Earth                                | Christopher Ray                | Vereinigte Staaten                          |
| Automata                                         | Gabe Ibanez                    | Spanien                                     |
| Battleforce – Angriff der Alienkrieger           | W.D. Hogan                     | Kanada                                      |
| Baymax – Riesiges Robowabohu                     | Don Hall, Chris Williams       | Vereinigte Staaten                          |
| Die Bestimmung – Divergent                       | Neil Burger                    | Vereinigte Staaten                          |
| Blood Lake: Killerfische greifen an              | James Cullen Bressack          | Vereinigte Staaten                          |
| Edge of Tomorrow                                 | Doug Liman                     | Vereinigte Staaten / Australien             |
| Godzilla                                         | Gareth Edwards                 | Vereinigte Staaten                          |
| Guardians of the Galaxy                          | James Gunn                     | Vereinigte Staaten                          |
| Hüter der Erinnerung – The Giver                 | Phillip Noyce                  | Vereinigte Staaten                          |
| I, Frankenstein                                  | Stuart Beattie                 | Vereinigte Staaten                          |
| Interstellar                                     | Christopher Nolan              | Vereinigte Staaten / Vereinigtes Königreich |
| Kingsman: The Secret Service                     | Matthew Vaughn                 | Vereinigtes Königreich / Vereinigte Staaten |
| Lucy                                             | Luc Besson                     | Vereinigte Staaten / Frankreich             |
| Maze Runner – Die Auserwählten im Labyrinth      | Wes Ball                       | Vereinigte Staaten                          |
| Piranha Sharks                                   | Leigh Scott                    | Vereinigte Staaten                          |
| Planet der Affen: Revolution                     | Matt Reeves                    | Vereinigte Staaten                          |
| Predestination                                   | Michael Spierig, Peter Spierig | Australien                                  |
| The Purge: Anarchy                               | James DeMonaco                 | Vereinigte Staaten                          |
| The Return of the First Avenger                  | Anthony Russo, Joe Russo       | Vereinigte Staaten                          |
| RoboCop                                          | José Padilha                   | Vereinigte Staaten                          |
| Robot Overlords                                  | Jon Wright                     | Vereinigtes Königreich                      |
| The Rover                                        | David Michôd                   | Australien                                  |
| The Signal                                       | William Eubank                 | Vereinigte Staaten                          |
| Teenage Mutant Ninja Turtles                     | Jonathan Liebesman             | Vereinigte Staaten                          |
| Transcendence                                    | Wally Pfister                  | Vereinigte Staaten                          |
| Transformers: Ära des Untergangs                 | Michael Bay                    | Vereinigte Staaten                          |
| Die Tribute von Panem – Mockingjay Teil 1        | Francis Lawrence               | Vereinigte Staaten                          |
| World of Tomorrow – Die Vernichtung hat begonnen | James Kondelik                 | Vereinigte Staaten                          |
| X-Men: Zukunft ist Vergangenheit                 | Bryan Singer                   | Vereinigte Staaten                          |
| Zombiber                                         | Jordan Rubin                   | Vereinigte Staaten                          |

## 2015
| Titel                                            | Regie                           | Produktionsland                                           |
| ------------------------------------------------ | ------------------------------- | --------------------------------------------------------- |
| 400 Days                                         | Matt Osterman                   | Vereinigte Staaten                                        |
| Ein Adam kommt selten allein                     | Scott McAboy                    | Vereinigte Staaten / Kanada                               |
| Ant-Man                                          | Peyton Reed                     | Vereinigte Staaten                                        |
| Apokalypse Los Angeles                           | Michael Sarna                   | Vereinigte Staaten                                        |
| Avengers: Age of Ultron                          | Joss Whedon                     | Vereinigte Staaten                                        |
| Die Bestimmung – Insurgent                       | Robert Schwentke                | Vereinigte Staaten                                        |
| Chappie                                          | Neill Blomkamp                  | Vereinigte Staaten                                        |
| Equals – Euch gehört die Zukunft                 | Drake Doremus                   | Vereinigte Staaten                                        |
| Ex Machina                                       | Alex Garland                    | Vereinigtes Königreich                                    |
| Fantastic Four                                   | Josh Trank                      | Vereinigte Staaten                                        |
| Hardcore                                         | Ilya Naishuller                 | Vereinigte Staaten / Russland                             |
| Hitman: Agent 47                                 | Aleksander Bach                 | Vereinigte Staaten / Deutschland / Vereinigtes Königreich |
| Home – Ein smektakulärer Trip                    | Tim Johnson                     | Vereinigte Staaten                                        |
| Infini                                           | Shane Abbess                    | Australien                                                |
| Jupiter Ascending                                | Lana Wachowski, Lilly Wachowski | Vereinigte Staaten                                        |
| Jurassic World                                   | Colin Trevorrow                 | Vereinigte Staaten                                        |
| Der kleine Prinz                                 | Mark Osborne                    | Frankreich                                                |
| Lavalantula – Angriff der Feuerspinnen           | Mike Mendez                     | Vereinigte Staaten                                        |
| Mad Max: Fury Road                               | George Miller                   | Vereinigte Staaten / Australien                           |
| Maggie                                           | Henry Hobson                    | Vereinigte Staaten                                        |
| Der Marsianer – Rettet Mark Watney               | Ridley Scott                    | Vereinigte Staaten                                        |
| Maze Runner – Die Auserwählten in der Brandwüste | Wes Ball                        | Vereinigte Staaten                                        |
| The Mind’s Eye                                   | Joe Begos                       | Vereinigte Staaten                                        |
| Minions                                          | Pierre Coffin, Kyle Balda       | Vereinigte Staaten                                        |
| Pixels                                           | Chris Columbus                  | Vereinigte Staaten                                        |
| Project Almanac                                  | Dean Israelite                  | Vereinigte Staaten                                        |
| San Andreas                                      | Brad Peyton                     | Vereinigte Staaten                                        |
| Selfless – Der Fremde in mir                     | Tarsem Singh                    | Vereinigte Staaten                                        |
| Spring                                           | Justin Benson, Aaron Moorehead  | Vereinigte Staaten                                        |
| Star Wars: Das Erwachen der Macht                | J. J. Abrams                    | Vereinigte Staaten                                        |
| The Survivalist                                  | Stephen Fingleton               | Vereinigtes Königreich                                    |
| Synchronicity                                    | Jacob Gentry                    | Vereinigte Staaten                                        |
| Terminator: Genisys                              | Alan Taylor                     | Vereinigte Staaten                                        |
| Die Tribute von Panem – Mockingjay Teil 2        | Francis Lawrence                | Vereinigte Staaten                                        |
| A World Beyond                                   | Brad Bird                       | Vereinigte Staaten                                        |

## 2016
| Titel                              | Regie                           | Produktionsland                 |
| ---------------------------------- | ------------------------------- | ------------------------------- |
| 2 Lava 2 Lantula!                  | Nick Simon                      | Vereinigte Staaten              |
| Die 5. Welle                       | J. Blakeson                     | Vereinigte Staaten              |
| 10 Cloverfield Lane                | Dan Trachtenberg                | Vereinigte Staaten              |
| ARQ                                | Tony Elliott                    | Kanada / Vereinigte Staaten     |
| Arrival                            | Denis Villeneuve                | Vereinigte Staaten              |
| Assassin’s Creed                   | Justin Kurzel                   | Vereinigte Staaten / Frankreich |
| Batman v Superman: Dawn of Justice | Zack Snyder                     | Vereinigte Staaten              |
| Die Bestimmung – Allegiant         | Robert Schwentke                | Vereinigte Staaten              |
| Chicago Rot                        | Dorian Weinzimmer               | Vereinigte Staaten              |
| Deadpool                           | Tim Miller                      | Vereinigte Staaten              |
| Doctor Strange                     | Scott Derrickson                | Vereinigte Staaten              |
| The First Avenger: Civil War       | Anthony Russo, Joe Russo        | Vereinigte Staaten              |
| Gantz: O                           | Yasushi Kawamura                | Japan                           |
| The Girl with All the Gifts        | Colm McCarthy                   | Vereinigtes Königreich          |
| Independence Day: Wiederkehr       | Roland Emmerich                 | Vereinigte Staaten              |
| Inferno                            | Ron Howard                      | Vereinigte Staaten              |
| Max Steel                          | Stewart Hendler                 | Vereinigte Staaten              |
| Midnight Special                   | Jeff Nichols                    | Vereinigte Staaten              |
| Passengers                         | Morten Tyldum                   | Vereinigte Staaten              |
| The Purge: Election Year           | James DeMonaco                  | Vereinigte Staaten              |
| Ratchet & Clank                    | Kevin Munroe                    | Vereinigte Staaten              |
| Rewinder                           | Jean-Luc Julien                 | Deutschland                     |
| Rogue One: A Star Wars Story       | Gareth Edwards                  | Vereinigte Staaten              |
| The Osiris Child                   | Shane Abbess                    | Australien                      |
| Spectral                           | Nic Mathieu                     | Vereinigte Staaten              |
| Star Trek Beyond                   | Justin Lin                      | Vereinigte Staaten              |
| Suicide Squad                      | David Ayer                      | Vereinigte Staaten              |
| Tatort: Echolot                    | Claudia Prietzel, Peter Henning | Deutschland                     |
| Tatort: HAL                        | Niki Stein                      | Deutschland                     |
| Tatort: Wendehammer                | Markus Imboden                  | Deutschland                     |
| Train to Busan                     | Yeon Sang-ho                    | Südkorea                        |
| Wir sind die Flut                  | Sebastian Hilger                | Deutschland                     |
| X-Men: Apocalypse                  | Bryan Singer                    | Vereinigte Staaten              |

## 2017
| Titel                                          | Regie                             | Produktionsland                                                    |
| ---------------------------------------------- | --------------------------------- | ------------------------------------------------------------------ |
| Alien: Covenant                                | Ridley Scott                      | Vereinigte Staaten                                                 |
| Anna und die Apokalypse                        | John McPhail                      | Vereinigtes Königreich                                             |
| Antimarteria                                   | Specter Berlin                    | Deutschland / Südafrika                                            |
| Attraction                                     | Fjodor Sergejewitsch Bondartschuk | Russland                                                           |
| Auf der anderen Seite ist das Gras viel grüner | Pepe Danquart                     | Deutschland                                                        |
| Aufbruch ins Ungewisse                         | Kai Wessel                        | Deutschland / Südafrika                                            |
| Blade Runner 2049                              | Denis Villeneuve                  | Vereinigte Staaten / Vereinigtes Königreich / Kanada / Ungarn      |
| Bullyparade – Der Film                         | Michael Herbig                    | Deutschland                                                        |
| Captain Underpants – Der supertolle erste Film | David Soren                       | Vereinigte Staaten                                                 |
| The Circle                                     | James Ponsoldt                    | Vereinigte Staaten                                                 |
| Cold Skin – Insel der Kreaturen                | Xavier Gens                       | Spanien / Frankreich                                               |
| The Discovery                                  | Charlie McDowell                  | Vereinigte Staaten                                                 |
| Downsizing                                     | Alexander Payne                   | Vereinigte Staaten                                                 |
| Der Dunkle Turm                                | Nikolaj Arcel                     | Vereinigte Staaten                                                 |
| Geostorm                                       | Dean Devlin                       | Vereinigte Staaten                                                 |
| Geo-Disaster – Du kannst nicht entfliehen!     | Thunder Levin                     | Vereinigte Staaten                                                 |
| Ghost in the Shell                             | Rupert Sanders                    | Vereinigte Staaten                                                 |
| Global Storm – Die finale Katastrophe          | Daniel Gilboy                     | Kanada                                                             |
| Guardians of the Galaxy Vol. 2                 | James Gunn                        | Vereinigte Staaten                                                 |
| Happy Deathday                                 | Christopher B. Landon             | Vereinigte Staaten                                                 |
| Hostile                                        | Mathieu Turi                      | Frankreich                                                         |
| How to Talk to Girls at Parties                | John Cameron Mitchell             | Vereinigtes Königreich / Vereinigte Staaten                        |
| iBoy                                           | Adam Randall                      | Vereinigtes Königreich                                             |
| Ich – Einfach unverbesserlich 3                | Pierre Coffin, Kyle Balda         | Vereinigte Staaten                                                 |
| It Comes at Night                              | Trey Edward Shults                | Vereinigte Staaten                                                 |
| Jugend ohne Gott – Ein Film über die Liebe     | Alain Gsponer                     | Deutschland                                                        |
| Justice League                                 | Zack Snyder                       | Vereinigte Staaten                                                 |
| Kingsman: The Golden Circle                    | Matthew Vaughn                    | Vereinigtes Königreich / Vereinigte Staaten                        |
| Kong: Skull Island                             | Jordan Vogt-Roberts               | Vereinigte Staaten                                                 |
| The LEGO Batman Movie                          | Will Allegra                      | Vereinigte Staaten                                                 |
| Life                                           | Daniél Espinosa                   | Vereinigte Staaten                                                 |
| Logan – The Wolverine                          | James Mangold                     | Vereinigte Staaten                                                 |
| Planet der Affen: Survival                     | Matt Reeves                       | Vereinigte Staaten                                                 |
| Power Rangers                                  | Dean Israelite                    | Vereinigte Staaten                                                 |
| Rakka                                          | Neill Blomkamp                    | Vereinigte Staaten / Kanada                                        |
| Rememory                                       | Mark Palansky                     | Vereinigte Staaten / Kanada                                        |
| Resident Evil: The Final Chapter               | Paul W. S. Anderson               | Vereinigte Staaten                                                 |
| S.U.M.1                                        | Christian Pasquariello            | Deutschland                                                        |
| She works hard                                 | Kathrin Lemcke                    | Deutschland                                                        |
| Spider-Man: Homecoming                         | Jon Watts                         | Vereinigte Staaten                                                 |
| Star Wars: The Last Jedi                       | Rian Johnson                      | Vereinigte Staaten                                                 |
| Den Sternen so nah                             | Peter Chelsom                     | Vereinigte Staaten                                                 |
| Thor: Tag der Entscheidung                     | Taika Waititi                     | Vereinigte Staaten                                                 |
| Time Trap                                      | Mark Dennis, Ben Foster           | Vereinigte Staaten                                                 |
| Transformers: The Last Knight                  | Michael Bay                       | Vereinigte Staaten                                                 |
| Valerian – Die Stadt der tausend Planeten      | Luc Besson                        | Frankreich                                                         |
| What Happened to Monday?                       | Tommy Wirkola                     | Vereinigtes Königreich / Frankreich / Belgien / Vereinigte Staaten |
| Wonder Woman                                   | Patty Jenkins                     | Vereinigte Staaten                                                 |

## 2018
| Titel                                           | Regie                               | Produktionsland                             |
| ----------------------------------------------- | ----------------------------------- | ------------------------------------------- |
| A.X.L.                                          | Oliver Daly                         | Vereinigte Staaten                          |
| Anon                                            | Andrew Niccol                       | Vereinigtes Königreich                      |
| Ant-Man and the Wasp                            | Peyton Reed                         | Vereinigte Staaten                          |
| Aquaman                                         | James Wan                           | Vereinigte Staaten                          |
| Auslöschung                                     | Alex Garland                        | Vereinigte Staaten                          |
| Avengers: Infinity War                          | Anthony Russo, Joe Russo            | Vereinigte Staaten                          |
| Batman Ninja                                    | Junpei Mizusaki                     | Japan                                       |
| Black Panther                                   | Ryan Coogler                        | Vereinigte Staaten                          |
| The Cloverfield Paradox                         | Julius Onah                         | Vereinigte Staaten                          |
| The Darkest Minds – Die Überlebenden            | Jennifer Yuh Nelson                 | Vereinigte Staaten                          |
| Day of the Dead: Bloodline                      | Hèctor Hernández Vicens             | Vereinigte Staaten / Bulgarien              |
| Deadpool 2                                      | David Leitch                        | Vereinigte Staaten                          |
| The First Purge                                 | Gerard McMurray                     | Vereinigte Staaten                          |
| Future World                                    | James Franco, Bruce Thierry Cheung  | Vereinigte Staaten                          |
| Godzilla: Eine Stadt am Rande der Schlacht      | Kōbun Shizuno, Hiroyuki Seshita     | Japan                                       |
| Hotel Artemis                                   | Drew Pearce                         | Vereinigte Staaten / Vereinigtes Königreich |
| I Think We’re Alone Now                         | Reed Morano                         | Vereinigte Staaten                          |
| Jurassic World: Das gefallene Königreich        | Juan Antonio Bayona                 | Vereinigte Staaten / Spanien                |
| Maze Runner – Die Auserwählten in der Todeszone | Wes Ball                            | Vereinigte Staaten                          |
| Meg                                             | Jon Turteltaub                      | Vereinigte Staaten                          |
| Mortal Engines: Krieg der Städte                | Christian Rivers                    | Neuseeland / Vereinigte Staaten             |
| Mute                                            | Duncan Jones                        | Vereinigtes Königreich / Deutschland        |
| Pacific Rim: Uprising                           | Steven S. DeKnight                  | Vereinigte Staaten                          |
| Patient Zero                                    | Stefan Ruzowitzky                   | Vereinigtes Königreich                      |
| Ready Player One                                | Steven Spielberg                    | Vereinigte Staaten                          |
| Solo: A Star Wars Story                         | Ron Howard, Phil Lord, Chris Miller | Vereinigte Staaten                          |
| Sorry to Bother You                             | Boots Riley                         | Vereinigte Staaten                          |
| Tatort: KI                                      | Sebastian Marka                     | Deutschland                                 |
| Tatort: Murot und das Murmeltier                | Dietrich Brüggemann                 | Deutschland                                 |
| Unterwerfung                                    | Titus Selge                         | Deutschland / Frankreich                    |
| Upgrade                                         | Leigh Whannell                      | Australien / Vereinigte Staaten             |
| Venom                                           | Ruben Fleischer                     | Vereinigte Staaten                          |
| Das Zeiträtsel                                  | Ava DuVernay                        | Vereinigte Staaten                          |

## 2019
| Titel                                                            | Regie                                    | Produktionsland                                   |
| ---------------------------------------------------------------- | ---------------------------------------- | ------------------------------------------------- |
| Ad Astra – Zu den Sternen                                        | James Gray                               | Vereinigte Staaten                                |
| Alita: Battle Angel                                              | Robert Rodriguez                         | Vereinigte Staaten                                |
| Atlantis                                                         | Walentyn Wassjanowytsch                  | Ukraine                                           |
| Avengers: Endgame                                                | Anthony Russo, Joe Russo                 | Vereinigte Staaten                                |
| Bacurau                                                          | Kleber Mendonça Filho, Juliano Dornelles | Brasilien / Frankreich                            |
| Batman vs. Teenage Mutant Ninja Turtles                          | Jake Castorena                           | Vereinigte Staaten                                |
| Bor Mi Vanh Chark                                                | Mattie Do                                | Laos                                              |
| Captain Marvel                                                   | Ryan Fleck, Anna Boden                   | Vereinigte Staaten                                |
| Captive State                                                    | Rupert Wyatt                             | Vereinigte Staaten                                |
| Chaos Walking                                                    | Doug Liman                               | Vereinigte Staaten                                |
| Die Farbe aus dem All                                            | Richard Stanley                          | Vereinigte Staaten                                |
| Gemini Man                                                       | Ang Lee                                  | Vereinigte Staaten                                |
| Godzilla II: King of the Monsters                                | Michael Dougherty                        | Vereinigte Staaten                                |
| I Am Mother                                                      | Grant Sputore                            | Australien / Vereinigte Staaten                   |
| In the Shadow of the Moon                                        | Jim Mickle                               | Vereinigte Staaten                                |
| Io                                                               | Jonathan Helpert                         | Vereinigte Staaten                                |
| Iron Sky: The Coming Race                                        | Timo Vuorensola                          | Finnland / Deutschland / Belgien                  |
| Kim Possible                                                     | Adam B. Stein, Zach Lipovsky             | Vereinigte Staaten                                |
| LEGO Movie 2, The                                                | Mike Mitchell                            | Vereinigte Staaten                                |
| Light of My Life                                                 | Casey Affleck                            | Vereinigte Staaten                                |
| Little Joe – Glück ist ein Geschäft                              | Jessica Hausner                          | Deutschland / Österreich / Vereinigtes Königreich |
| A Living Dog                                                     | Daniel Raboldt                           | Deutschland                                       |
| Men in Black International                                       | F. Gary Gray                             | Vereinigte Staaten                                |
| Rim of the World                                                 | McG                                      | Vereinigte Staaten                                |
| Shaun das Schaf – UFO-Alarm A Shaun the Sheep Movie: Farmageddon | Will Becher, Richard Phelan              | Vereinigtes Königreich                            |
| Shazam!                                                          | David F. Sandberg                        | Vereinigte Staaten                                |
| Terminator: Dark Fate                                            | Tim Miller                               | Vereinigte Staaten                                |
| Die wandernde Erde                                               | Frant Gwo                                | Volksrepublik China                               |
| Wir                                                              | Jordan Peele                             | Vereinigte Staaten                                |
| X-Men: Dark Phoenix                                              | Simon Kinberg                            | Vereinigte Staaten                                |